# Блуашвілі Микола Костянтинович
Микола Костянтинович Блуашвілі (нар. 1900, Харагульська волость Шорапанського повіту, тепер Республіка Грузія — розстріляний 25 серпня 1938, Харків) — радянський військовий діяч, начальник політичного управління Харківського військового округу, дивізійний комісар. Член ЦК КП(б)У в червні 1937 — січні 1938 р.

## Біографія
Народився в червні 1900 року в селянській родині. З юних років працював робітником.
Член РКП(б) з травня 1919 року.
У 1919—1920 роках — на підпільній роботі в Грузинській Республіці. У 1920 році був заарештований за комуністичну агітацію та знаходився під наглядом поліції.
Після захоплення військами Радянської Росії Грузії працював у серпні 1921 — травні 1922 року відповідальним секретарем Харагульського районного комітету КП(б) Грузії. У травні — вересні 1922 року — інструктор Шорапанського повітового комітету КП(б) Грузії. З лютого по жовтень 1923 року — відповідальний секретар Чіатурського районного комітету КП(б) Грузії, інструктор ЦК КП(б) Грузії. Одночасно, з січня 1923 року — політичний керівник підрозділу 5-го полку військ Закавказької надзвичайної комісії (ЧК).
З жовтня 1923 року — у Червоній армії. Бойовий досвід отримав в серпні — вересні 1924 року на посаді голови надзвичайної трійки і помічника військового комісара об'єднаного загону при придушенні антирадянського повстання в Західній Грузії. З серпня 1924 року — начальник обліково-розпорядної, а потім обліково-організаційної частини політичного відділу 2-ї Грузинської стрілецької дивізії.
У 1925 році закінчив Тифліське політехнічне училище. З листопада 1927 року — начальник організаційної частини політичного відділу 1-ї Грузинської стрілецької дивізії. У 1929 році закінчив Курси удосконалення вищого політичного складу при Військово-політичній академії імені Толмачова і повернувся на колишню посаду.
З серпня 1929 року — військовий комісар і начальник політичного відділу 1-ї Грузинської стрілецької дивізії. З липня 1932 року — заступник начальника політичного управління Кавказької Червонопрапорної армії.
З травня 1933 року — заступник начальника політичного управління Приволзького, а з січня 1937 року — Харківського військових округів.
У травні — листопаді 1937 року — начальник політичного управління Харківського військового округу.
8 листопада 1937 року заарештований органами НКВС. Розстріляний. Посмертно реабілітований.

## Звання
- дивізійний комісар (1935)

## Нагороди
- орден Трудового Червоного Прапора Грузинської РСР (1931)
- орден Трудового Червоного Прапора Закавказької РФСР (1932)